# Mezzomorto Hüszejn
Mezzomorto Hüszejn pasa, törökül: Mezomorto Hüseyin Paşa († Párosz, 1701. július 21.); az Oszmán Birodalom szolgálatában álló kalózkapitány, háborús hajóraj- és flotillaparancsnok, 1684–89 között Algír oszmán helytartója (bejler-bej), 1689–90 között és 1695-től haláláig az Oszmán Haditengerészet (Osmanlı Donanması) főkapitánya (törökül: kaptan-ı derya), főparancsnoka, „nagyadmirálisa”, a kapudán pasa (törökül: Kaptanpaşa). Kalózkapitányként harcolt a franciák ellen, az Oszmán Birodalom kapitányaként részt vett a Velencei Köztársaság ellen folytatott tengeri háborúkban. Az 1690–91 között a Habsburg Birodalom ellen vívott balkáni hadjáratokban a dunai török flottát vezényelte.
Neve többféle formában előfordul: Husszein, Hüszejin, Hasszán, Mesemorta Huszajn, Hadzsi Husszein Mezzomorto (törökül: Hacı Hüseyin Mezomorto). Olasz gúnynevét, a Mezzomortót vagy Mezzomortét (a.m. félig holt) velencei ellenségei ragasztották rá, miután egy küzdelemben súlyos sebesülést szerzett, és „félholtan” vitték el a harctérről.

## Életpályája

### Kalózkapitányból algíribeglerbég
Hüszejn (Hasszán) kapitány születési helye és ideje bizonytalan. Egyes források török származásúnak, más szerzők muzulmánná áttért mallorcai keresztény renegátnak írják le. Neve először 1674-ben jelent meg az Oszmán Birodalom szolgálatában harcoló kalózkapitányok sorában.

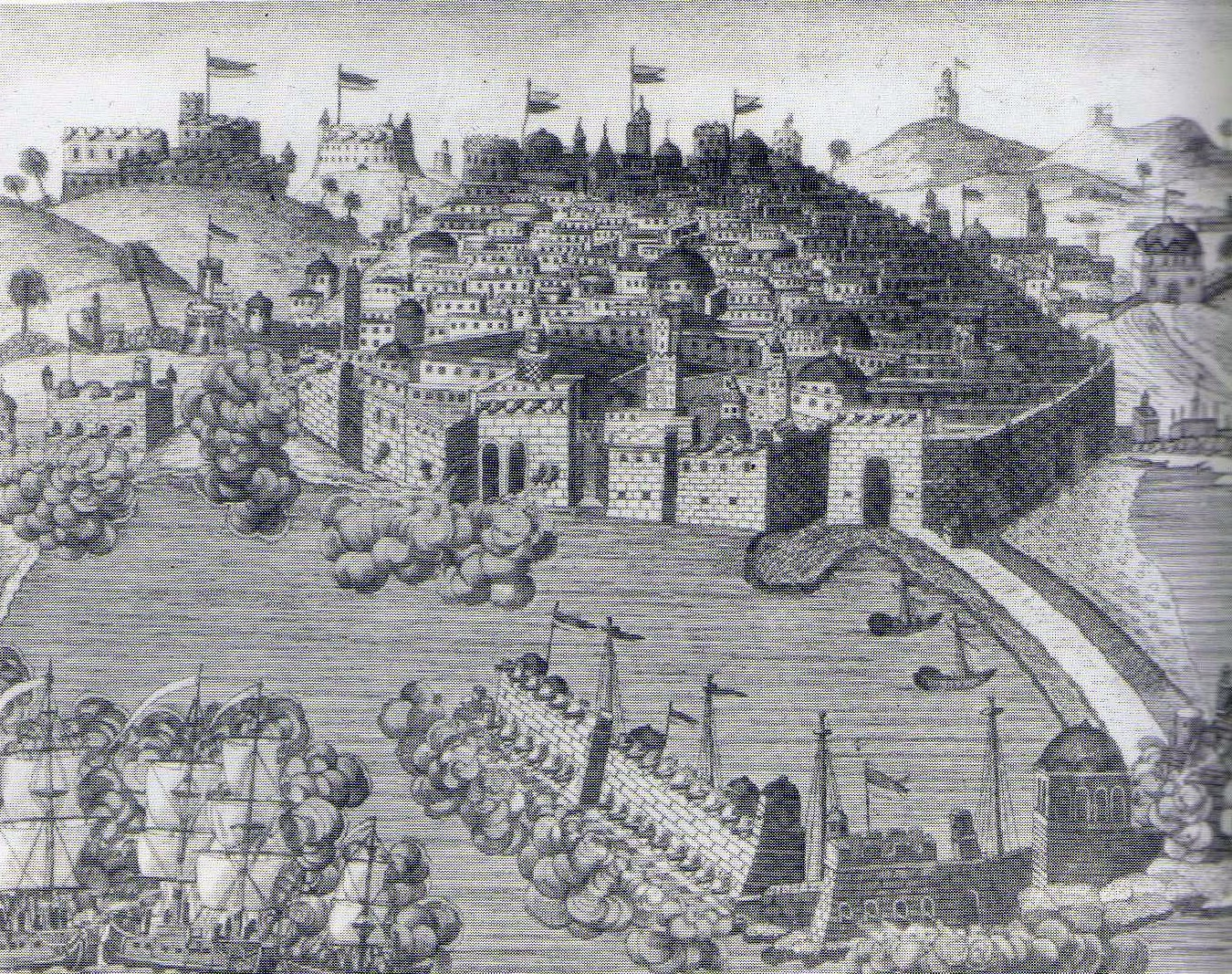
Duquesne tengernagy hajói Algírt bombázzák, 1682.

Hüszejn kapitány az 1680-as évek elején szerzett hírnevet. 1680 októberében a Földközi-tenger nyugati medencéjében portyázó muzulmán kalózok több francia hajót elfogtak, személyzetüket rabszolgaságba hurcolták Algírba. 1681 októberében Baba Hasszán algíri bejler-bej (helytartó) hadat üzent XIV. Lajosnak annak ellenére, hogy az Algíri vilajet (Cezayir-i Garp Eyaleti) az Oszmán Birodalomnak, Franciaország de facto szövetségesének hűbéres tartománya volt. Az algíri kalózflotta kifutásának hírére XIV. Lajos 1682-ben büntető expedíciót küldött ki Abraham Duquesne ellentengernagy parancsnoksága alatt. Jean Le Vacher atya, algíri francia konzul eredménytelenül próbált közvetíteni Duquesne és a bej között. A francia flotta tüzérséggel lövette Algírt, de a viharos idő miatt elhajózott. A francia flotta távozása után szeptemberben Hüszejn kapitány hajóival vakmerő rajtaütéseket hajtott végre Provence és Languedoc partjain.

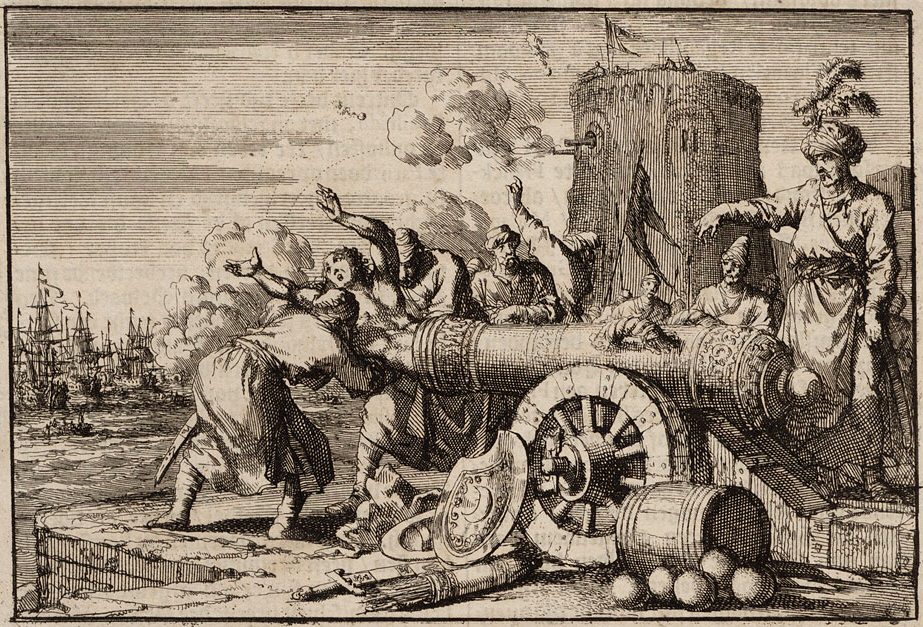
Duquesne flottája Algír előtt. Le Vacher francia konzul kivégzése (1683)

1683 júliusában Duquesne flottája ismét tüzérségi tűz alá vette Algírt, hogy kikényszerítse a keresztény foglyok kiadatását. Sok ház, hajó és mecset kigyulladt. Baba Hasszán egyezkedni akart. Hüszejn kapitányt elküldte a franciákhoz, hogy személye biztosítékul szolgáljon a tárgyalások idejére. Hüszejn azonban palotaforradalmat robbantott ki, megölette a helytartót, majd elfogatta az összes algíri franciát. Le Vacher atyát és társait (alaptalanul) árulással vádolta. Hüszejn parancsára Le Vacher-t 22 társával együtt 1683. július 26-án a francia flotta szeme láttára a tengerre néző bronzágyúk csövébe tuszkolták, és az ágyúkat elsütve kivégezték.
A lázadó Hüszejn kapitány saját magát nevezte ki Algír helytartójává, bejler-bejjé (beglerbéggé). 1684 áprilisában a meggyilkolt Baba Hasszán hívei a tuniszi bej titkos támogatásával merényletet szerveztek ellene, de Hüszejn sikeresen leverte a lázadást. Amikor Duquesne flottája ismét bombázta a várost, Hüszejn már bejként irányította a védelmet és maga tárgyalt az admirálissal. „Száz évre szóló”, előnyös politikai egyezményt kötött vele. A szultán – valószínűleg szolgálatainak elismeréseként – utóbb megerősítette Hüszejnt helytartói méltóságában. 1686-87 között Hadzsi Mezzomorte Hüszejn pasa, beglerbég, volt Algír helytartója.
1686-tól kezdve Hüszejn pasa az algériai hajóhadat a Velence ellen vívott moreai háborúba vezette (Ekkoriban szerezhette a Mezzomorte melléknevet). A szultán a Földközi-tengerre rendelte, hogy hajóival válogatás nélkül csapjon le kereskedelmi hajókra. Mezzomorte a francia hajókkal sem tett kivételt.
A kalózakciók felborították a Duquesne-nel 1684-ben megkötött szerződést. 1688-ban XIV. Lajos a teljes algériai flotta megsemmisítését rendelte el. A francia flotta ismét felvonult Algír előtt, ezúttal Jean d’Estrées marsall parancsnoksága alatt. Hüszejn pasa erre elfogatta az új francia konzult, André Piolle-t, és őt is abból a Baba Merszug nevű ágyúból lövette ki, amellyel 1683-ban Le Vacher-t is kivégeztette. Megtorlásul D’Estrées tüzérséggel lövette Algírt. Mezzomorte erre ugyanilyen szörnyű módon kivégeztette Montmasson pápai vikáriust és további 30 francia fogoly tengerészt. Válaszul D’Estrées lovag a saját hajói fedélzetén megöletett 17 magas rangú török tisztviselőt és minden algériai foglyot. Holttestüket egy bárkán halomba rakatta, és a kikötő előtt hagyta elrettentésül. Ezután hajóágyúival felgyújtotta Algírt, majd visszatért Toulonba. D’Estrées távozása után Mezzomorte kalózai újabb rajtaütéseket hajtottak végre Dél-Franciaország partvidékén.
Az előző év véres előzményei ellenére Mezzomorto Hüszejn pasa 1689-ben új békeegyezményt tudott kötni a franciákkal. Ugyanebben az évben a Porta kinevezte őt kapudán pasává, az oszmán haditengerészet főparancsnokává. A szultáni rendelet megérkezett Algírba, de Hüszejn pasa – közelebbről nem ismert okokból – kincseit összeszedve Tuniszba menekült. Az algíri bej méltóságát Sabán Ahmed pasa vette át. Egy hónap múlva Hüszejn pasát leváltották a kapudán pasa tisztségéből (vagy lemondott), utódja Miszirlizáde (Mısırlıoğlu) Ibrahim pasa lett.

### A dunai oszmán flotta parancsnoka (1690–91)

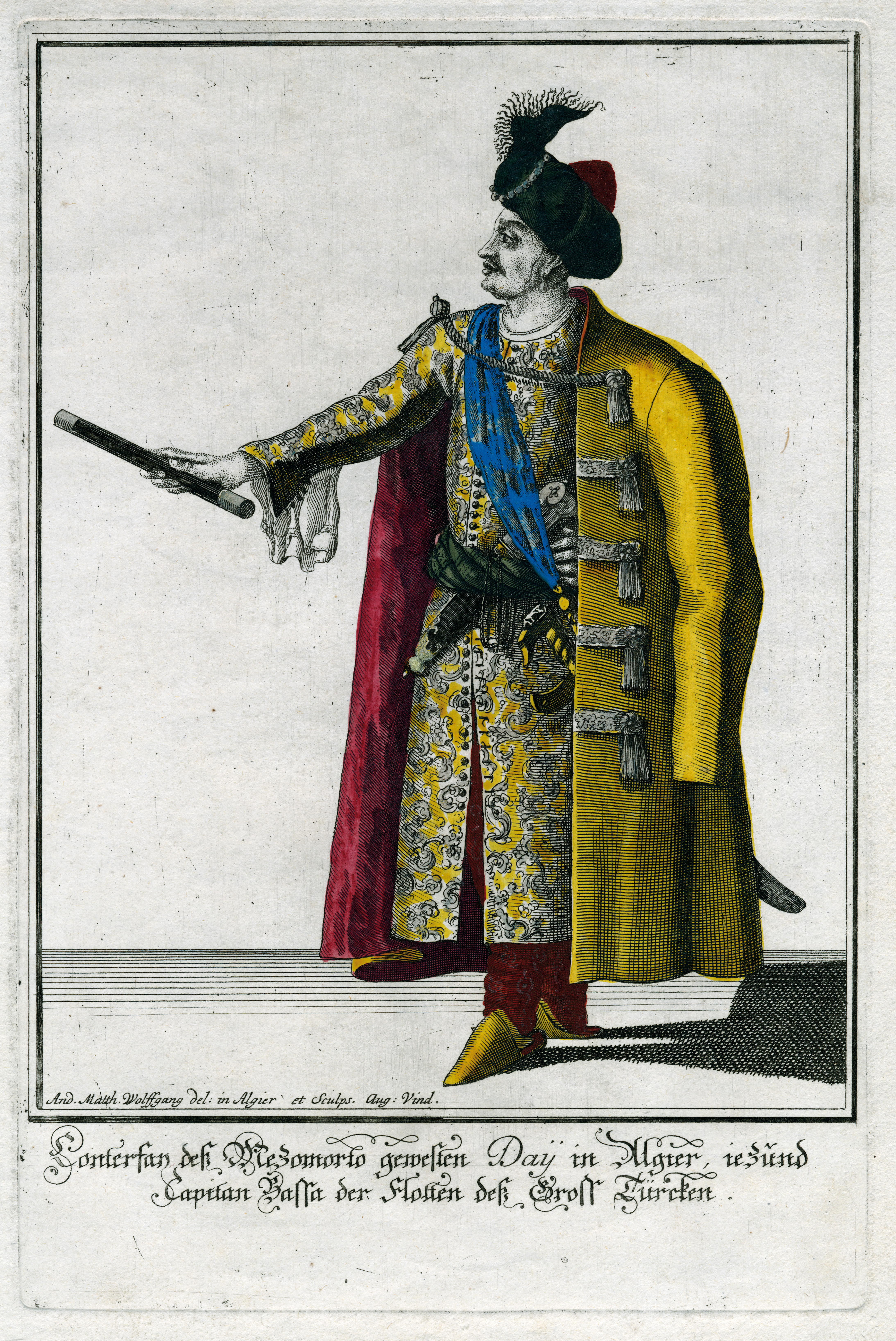
Mezzomorto Hüszejn Pasa

Köprülü Musztafa nagyvezír balkáni hadjáratai során 1690-től Mezzomorte Hüszejn pasa a dunai oszmán flottillát irányította. Ebben az évben Thököly erdélyi hadjáratának sikereire (a zernyesti győzelemre) támaszkodva Mezzomorte – aki egy forrás szerint a ruméliai pasa tisztségét is viselte – kombinált szárazföldi és vízi hadművelettel előrenyomult a Duna völgyében. Először a császáriak által gyengén védett Vidint vette ostrom alá. A ruméliai pasa 15 000 embere a szárazföld felől, Mezzomorte dunai hajóhada a vízről támadta a várat, amelyet Hompesch ezredes, várparancsnok öt napi ostrom után, augusztus 29-én feladott. A pasa ezután a Duna vizén és partján felfelé haladva sorra visszafoglalta a császáriaktól az elégtelenül védett Kladovót, Orsovát, Galambócot és Ram erődjét, helyreállítva az oszmán hatalmat az Al-Dunának e szakaszán. Mezzomorte sikere segítette Köprülü Musztafa nagyvezírt, aki szeptember 24-én rohammal bevette Szendrőt, majd október 8-án ostrommal bevette Belgrádot.
1691-ben Badeni Lajos őrgróf hadjárata során a Belgrád felé vonuló Habsburg-haderőt a Dunán szállított utánpótlás kísérte. Július végén Mezzomorto pasa 50 hajóból álló flottillája megtámadta a 30 sajkából és dereglyéből álló császári hajórajt, amelynek Péterváradra kellett visszahúzódnia. Három héttel később, a szalánkeméni csata közben Mezzomorto és flottillája ismét támadta és eredményesen szétszórta a császáriak hajóit, amelyek Badeni Lajos jobbszárnyának Dunára támaszkodó végét biztosították. A hadművelet révén Mezzomorte hajói megerősítették az oszmán arcvonal balszárnyának helyzetét, és végképp elvágták az őrgróf utolsó visszavonulási lehetőségét is, a Dunán keresztül. A válságba jutott ütközetet Badeni Lajos vakmerő lovasrohama fordította győzelemre.

### Az Égei-tengeren (1692–99)
Az 1690–91-es dunai hadműveletek után Mezzomorte Hüszejn pasát ismét a moreai háború hadszíntereire küldték. A Fekete-tengeren át az Égei-tengerre hajózott, hogy elhárítsa a velencei hajóhad támadásait. Egy 36 gályából álló kötelék élén Mütiléné mellett négy órán át tartó ütközetet vívott Daniele Dolfin (Delfino) velencei flottájával. Még 1691-ben erős oszmán flottát vezetett harcba a Girolamo Corner által irányított velencei flotta ellen. Úgy tartották, Hüszejn pasa ebben az évben nem is tette a lábát szárazföldre, minden idejét hajóin töltötte.
1692-ben kinevezték Rodosz szandzsákbégjévé (szultáni kormányzójává), parancsnoksága alá kerültek a birodalmi flotta galeonjai (kalyoni). 1693-ban súlyos harcokat vívott Francesco Morosini dózse flottájával. 1694 januárjában az idős Morosini meghalt Nauplionban. Utódja, Antonio Zeno újabb támadást indított. Tisztjeinek tanácsa ellenére rajtaütéssel elfoglalta a török partok közvetlen közelében fekvő Khíoszt. Hüszejn pasa gyors és elsöprő ellenoffenzívát indított. 1695. február 9-én és 19-én az Oinusz-szigetek mellett két egymást követő nagy csatában Hüszejn flottája súlyos vereséget mért a velenceiekre, akik 1600 emberüket veszítették a harcban. A velencei csapatokat kivonták a szigetekről, az oszmánok visszafoglalták magát Khioszt is. Zeno főparancsnokot a velencei hadbíróság börtönbe vetette.
1695 májusában Hüszejn pasát a szultán másodszor is kinevezte kapudán pasává, a teljes oszmán haditengerészet főparancsnokává, egyben megtette őt az Égei-tengeri vilajet (Cezayir-i Bahr-i Sefid Eyaleti) pasájává. (Ez a vilajet az Égei-tenger szigetvilágát, a görög félszigetet és Anatólia nyugati partvidékét foglalta magában, urává leggyakrabban a kapudán pasát nevezték ki.)
Hüszejn pasa a háború végéig irányította a teljes oszmán haditengerészetet, maga vezette harcba flottáját az 1696 augusztusában lezajlott androszi tengeri csatában is.

### Utolsó évei
A karlócai békekötés (1699) után Mezzomorte Hüszejn pasa – II. Musztafa szultán és Amcazade Hüszejn pasa nagyvezír ösztönzésére – fontos reformokat dolgozott ki az oszmán haditengerészet korszerűsítésére. Javaslatait Kánnunnáme (törökül: Bahriye Kanunnamesi) c. könyvében foglalta össze, de megvalósításukhoz már nem maradt ideje. Röviddel a mű megjelenése után, 1701 júliusában Párosz szigetén elhunyt. Khíoszon temették el. Utódjául augusztusban Abdul Fatah pasát nevezték ki.